# Débat entre Huxley et Wilberforce

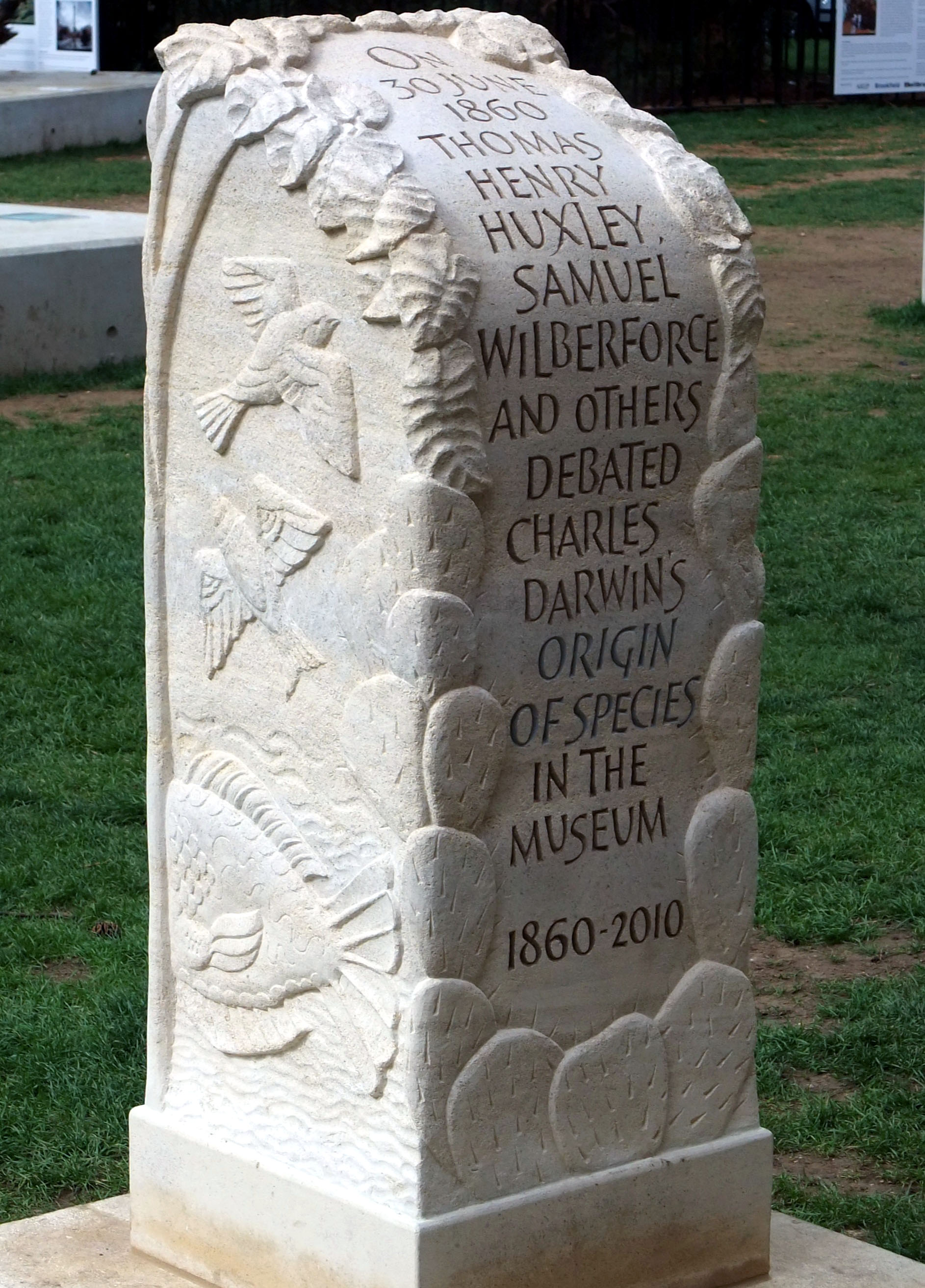
Devant le Musée d'histoire naturelle de l'université d'Oxford, une stèle rappelle depuis 2010 le débat conduit le 30 juin 1860 par Thomas Henry Huxley, Samuel Wilberforce et d'autres dans les salles du musée, au sujet de l'origine des espèces de Charles Darwin.

Le Débat entre Huxley et Wilberforce, appelé aussi débat d'Oxford, est une controverse sur l'ouvrage de Charles Darwin, De l'origine des espèces. Elle a eu lieu le 30 juin 1860, deux jours après le début du débat sur l'hippocampe, à la séance annuelle de la British Association for the Advancement of Science (BAAS) à Oxford. Elle a consisté en une joute verbale entre Thomas Henry Huxley, professeur à la Royal School of Mines, et Samuel Wilberforce, évêque d'Oxford, où Wilberforce demanda si Huxley préférait descendre des singes du côté paternel ou maternel. Huxley est censé avoir répondu en substance qu'il n'avait pas honte d'avoir un singe comme aïeul, mais qu'il en aurait eu d'avoir un homme plein d'esprit qui essayait de voiler la vérité.
Le débat et l'échange de mots entre Huxley et Wilberforce sont restés presque ignorés du public contemporain. Ce n'est que quelques décennies plus tard que Francis Darwin et Leonard Huxley ont substantiellement étoffé l'incident. Leonard Huxley a stylisé l'incident comme une joute oratoire publique entre sciences naturelles et religion. Il a été transmis couramment jusqu'à maintenant sous cette forme caricaturale. Des analyses sur le plan de l'histoire des sciences n'ont pas pu clarifier de façon concluante si cet échange a eu réellement lieu, ni sous quelle forme.

## Compte-rendu typique de l'«affrontement légendaire»
| "Wilberforce"                                      | "Huxley" |
| Photographies de Wilberforce et de Huxley en 1860. |          |

Stephen Jay Gould a cité dans son essai paru en 1986  dans la revue Natural History un rapport selon son opinion sur la querelle qualifiée par John Lucas d'« affrontement légendaire ». Gould a emprunté à la biographie de Charles Darwin par Ruth Moore, parue en 1957 chez l'éditeur Hutchinson de Londres le passage suivant : « L'évêque a parlé une demi-heure, et s'est définitivement moqué de Darwin et de Huxley ; puis il s'est tourné vers Huxley qui était assis comme lui sur l'estrade. Avec un sarcasme glacé, il lui posa la célèbre question : Est-ce que Huxley voulait affirmer qu'il descendait du singe par son grand-père ou par sa grand-mère ? … À cette question de l'évêque, Huxley a tapé sur le genou du savant surpris, qui se tenait à côté de lui, et lui a chuchoté : « Le Seigneur t'avait livré entre mes mains … ». [Huxley] se précipita sur les arguments introduits par Wilberforce … Il les analysa jusqu'au bout, et annonça qu'il n'avait aucune honte d'avoir un singe comme ancêtre, mais il avait honte pour un homme spirituel qui s'occupait de questions scientifiques dont il ne connaissait rien. Ainsi, Huxley avait dit sommairement qu'il préfèrerait comme ancêtre un singe plutôt qu'un évêque, et il n'y eut parmi les auditeurs aucun doute sur sa pensée.
Une protestation s'éleva dans la salle. Des hommes se levèrent d'un coup et protestèrent contre cette offense directe du religieux. L'amiral FitzRoy, ancien commandant du « Beagle » agita une bible, et cria dans le vacarme, que c'était ce livre, et non le serpent qu'il avait hébergé sur son bateau, qui formait l'autorité véritable et intouchable …
Ainsi, les fronts étaient jalonnés. Chaque heure par la suite raviverait la querelle sur la question idéologique fondamentale de la primauté entre science naturelle et religion. »

## Préhistoire

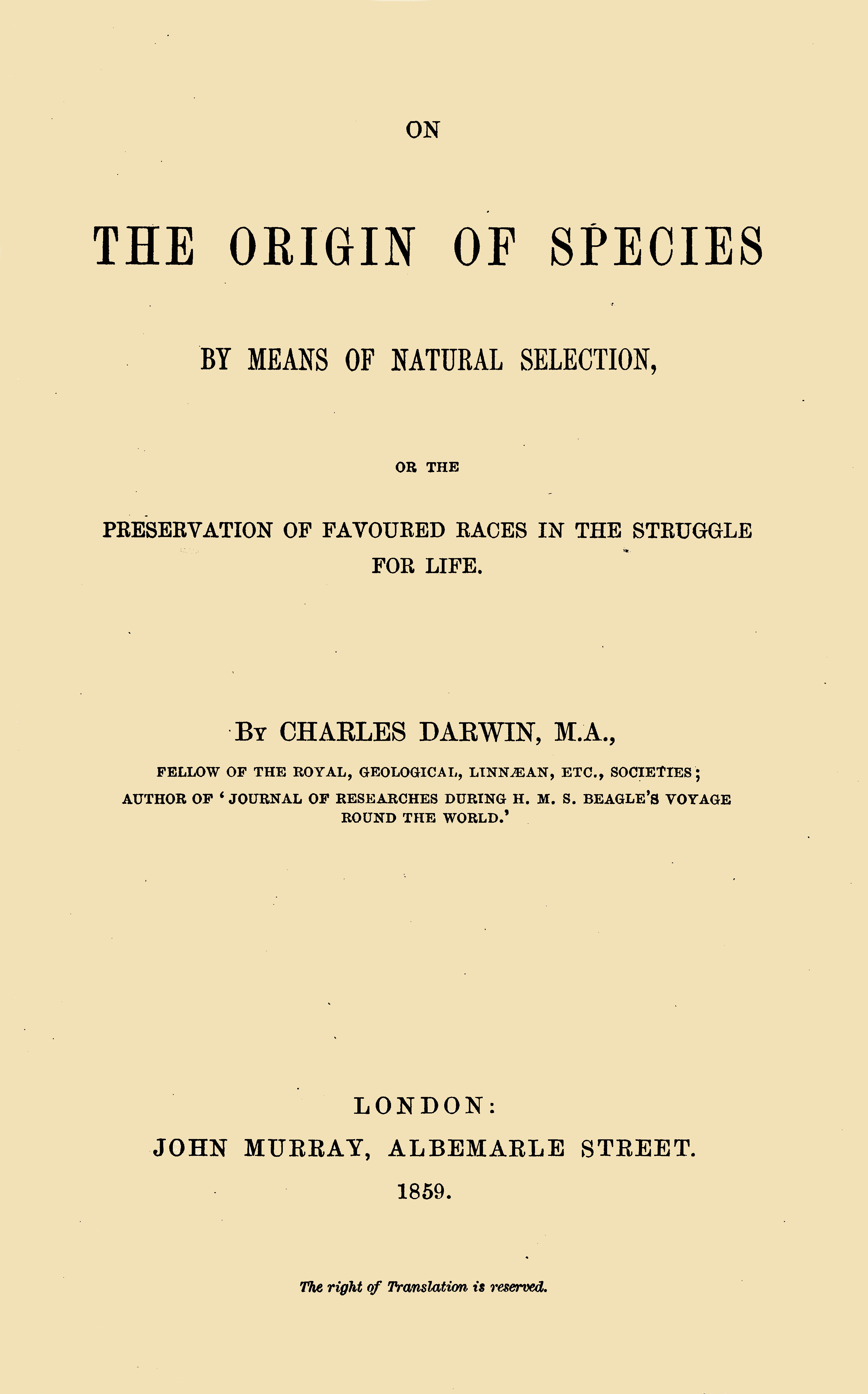
Page de titre de l'ouvrage de Charles Darwin, paru le 24/11/1859 De l'origine des espèces, qui a déclenché le débat.

Le 24 novembre 1859, l'ouvrage de Charles Darwin De l'origine des espèces paraît à la librairie John Murray. Thomas Henry Huxley, qui vient de terminer la veille la lecture d'un exemplaire préliminaire, écrit à Darwin : « En ce qui concerne votre doctrine, je suis prêt à aller au bûcher si nécessaire (As for your doctrines I am prepared to go to the stake if requisite), ». Peu après, paraissent dans Macmillan’s Magazine et dans 
The Times les premiers entretiens composés par Huxley. Charles Lyell, au début sceptique à l'égard des vues de Darwin rapporte à Darwin mi-février 1860 une querelle avec Wilberforce, où ce dernier caractérise le livre de Darwin comme le « plus anti-philosophique qu'il ait jamais lu (was the most unphilosophical he had ever read) ». Wilberforce termine le 20 mai 1860 une longue critique de l’Origine, qui paraît anonymement dans le cahier de juillet du journal Quarterly Review. Après la lecture, Darwin écrit à Hooker : « Je viens de lire le Quarterly. L'article est très habilement écrit, il attaque avec art tous les endroits qui contiennent le plus de suppositions, et expose bien toutes les difficultés. Il se moque fortement de moi de ce que j'aie cité l’anti-jacobin contre mon grand-père. Vous n'êtes pas évoqué, et encore moins Huxley, ce qui est surprenant ; je peux aussi clairement reconnaître la main d'Owen ici ou là. (I have just read Quarterly R. It is uncommonly clever; picks out with skill all the most conjectural parts, & brings forwards well all difficulties.— It quizzes me quite splendidly by quoting the Anti-Jacobin versus my grandfather.— You are not alluded to; nor, strange to say, Huxley, & I can plainly see here & there Owen’s hand.) ». Vers la fin 1860, Darwin remarque auprès de Huxley : « Je croirai toujours que ces revues précoces, presque toutes de vous, ont rendu un énorme service à la cause. (I shall always think those early Reviews, almost entirely yours,—did the subject an enormous service), ». 

## Construction de la légende
À la fin du XIXe siècle, Francis Darwin et Leonard Huxley ont publié des biographies de leurs pères Charles Darwin et Thomas Henry Huxley dans un style typiquement victorien en « récits et lettres », dans lesquels la querelle entre Samuel Wilberforce et Thomas Henry Huxley a été abordée.

### Biographies de Darwin par Francis Darwin
La première fut la biographie en trois volumes The Life and Letters of Charles Darwin par Francis Darwin, en 1887. Dans le deuxième volume, Francis Darwin cite un témoin anonyme, qui commence son bref rapport avec les mots : « L'excitation était à son comble … (The excitement was tremendous.) ». Comme le témoin ne peut pas se rappeler l'énoncé de la question décisive, il cite une remarque de Charles Lyell, provenant d'une lettre à Charles Bunbury publiée en 1881 : « L'évêque demanda si Huxley était parent avec un singe du côté paternel ou du côté maternel. (The Bishop of Oxford asked whether Huxley was related by his grandfather’s or grandmother's side to an Ape.) » Mais Lyell ne connaissait la scène que par ouï-dire, n'étant pas présent en personne. Le témoin resta vague également à propos de la réponse de Huxley : « Huxley répondit à l'argumentation de son adversaire avec force et éloquence, et en ce qui concerne l'allusion à sa personne, avec une maîtrise de soi qui donna à sa réplique dévastatrice une grande dignité. (Huxley replied to the scientific argument of his opponent with force and eloquence, and to the personal allusion with self-restraint, that gave dignity to his crushing rejoinder.) ».  
L'étudiant de l'époque John Richard Green s'est souvenu verbatim avec plus de précision dans une lettre du 3 juillet 1860 à William Boyd Dawkins, publiée seulement en 1901 : « J'affirme et répète ici qu'un homme n'a pas besoin d'avoir honte d'avoir un singe comme grand-père. S'il y a un ancêtre dont j'aurais honte quand je m'en souviens, ce serait plutôt un homme d'esprit agité, diversifié, qui n'est pas content d'un succès douteux dans son propre domaine d'activité, et qui se mêle de questions scientifiques avec lesquelles il n'est au fond pas familier, simplement pour les obscurcir par une rhétorique sans but et détourner l'attention de ses auditeurs des points importants restant à débattre, tandis qu'il s'égare avec éloquence et en appelle à des préjugés religieux,. »
Le zoologiste Alfred Newton, qui publia en 1888 ses souvenirs de la discussion caractérise celle-ci comme « inoubliable (ever-memorable), » mais n'apporte rien de nouveau sur le détail du déroulement.
Sans doute mécontent de la présentation de l'incident, Francis Darwin rassembla d'autres témoignages pour la biographie abrégée en un volume, publiée en 1892 : Charles Darwin. His life told in an autobiographical chapter, and in a selected series of his published letters (Charles Darwin, sa vie présentée dans un chapitre autobiographique et une série de ses lettres publiées). Dès 1888, il avait récolté un nouveau rapport de témoin oculaire, du jeune ecclésiastique d'Oxford, âgé alors de 29 ans, William Henry Fremantle où d'autres participants au débat étaient nommés pour la première fois, notamment Richard Greswell, Robert FitzRoy et John Lubbock, et qu'il inséra entre le rapport du témoin anonyme et du texte de la réponse de Green.  Il avait pris en outre contact avec Huxley, qui lui confirma dans une lettre du 27 juin 1891 que les descriptions de Fremantle et de Green étaient pour l'essentiel correctes, Green ayant rendu compte de son intervention avec plus de précision. Huxley indiquait dans sa lettre qu'il avait fallu l'intervention de Robert Chambers pour qu'il participe à la séance, et décrivait son impression du discours de Wilberforce : « L'évêque commença son discours, et montra très vite, à mon étonnement, qu'il était tellement ignare qu'il ne savait pas comment traiter son affaire. Mon humeur monta en proportion, et quand il se tourna vers moi avec sa question insolente, je dis doucement à Sir Benjamin Le Seigneur t'avait livré entre mes mains » 
En octobre 1898 parut anonymement un article d'Isabelle Sidgwick A Grandmother’s Tales, dans lequel elle  fait brièvement allusion à l'« événement mémorable (memorable occasion) ». Elle y évoque une rencontre qui a eu lieu le soir même chez Charles Daubeny, où chacun tenait absolument à féliciter Huxley comme le « héros du jour (hero of the Day) ».

### Biographie de Huxley par Leonard Huxley
Après la parution des biographies de Charles Darwin par Francis Darwin, Leonard Huxley publia aussi en 1900 une biographie de son père (Life and Letters of Thomas Henry Huxley), qui contient le plus long compte-rendu du débat. Il regrette qu'il n'y ait pas eu de rapport par son père de la « célèbre rencontre d'Oxford en 1860, qui avait eu une importance non négligeable dans sa carrière (The famous Oxford Meeting of 1860 was of no small importance in Huxley’s career.) ». Dans sa présentation du débat, Leonard Huxley renvoie au rapport de juillet 1860 dans The Athenæum, et utilise les présentations dans les biographies de Lyell et de Darwin, ainsi que le rapport de Sidgwick. Comme il considère l'événement comme un tournant dans la carrière de son père, Leonard Huxley s'efforce de trouver d'autres témoignages. Il en trouve en juillet 1899 de la part du théologien Adam Storey Farrar, ainsi que du chimiste Augustus George Vernon Harcourt. Il termine sa présentation par la reproduction du rapport de Fremantle et de la lettre de Huxley à Francis Darwin.
Après la présentation de Leonard Huxley, la discussion devient un « affrontement public entre science et Église (open clash between Science and the Church), » dont « l'importance se situe dans une résistance ouverte contre l'autorité (The importance of the Oxford meeting lay in the open resistence that was made to authority) ». La querelle entre Thomas Henry Huxley et Samuel Wilberforce a été largement reçue dans cette interprétation universelle au XXe siècle.

## Rapports de témoins oculaires

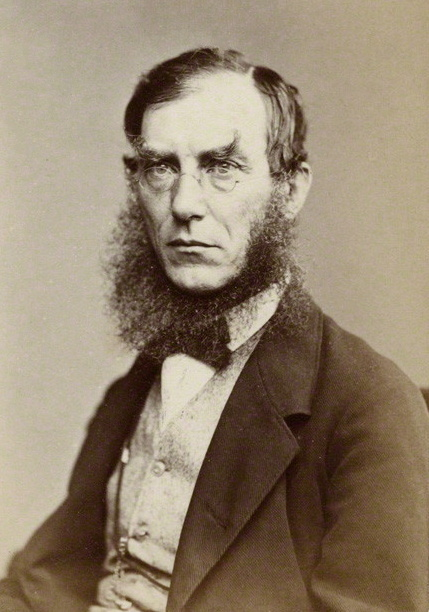
Joseph Dalton Hooker, photo des années 1860 par Henry Joseph Whitlock (1835–1918)

Trois ans après la mort de Huxley, Francis Darwin révèle à Leonard Huxley que le témoignage oculaire qu'il a cité provenait de Hooker. Cette circonstance n'est rendue publique qu'en 1918 par la biographie de Joseph Dalton Hooker publiée par Leonard Huxley. Interpellé par Francis Darwin sur sa lettre du 2 juillet 1860 à Charles Darwin, qui contenait une brève description de l'incident, Hooker répondit en 1887 que celle-ci contenait « bien trop une épître vantarde (far too much of a braggart epistle) » 
Hooker y avait écrit à  Darwin : « Eh bien, Sam Oxon [Wilberforce] s'est dressé, et nous a fait pendant une demi-heure un texte inimitable, odieux, vide et injuste … Huxley répond d'une manière remarquable, et retourne l'épieu, mais il ne peut pas dominer la grande réunion avec sa voix, et calmer les assistants ; il ne saisit pas les points faibles de Sam et ne peut remettre l'incident sous une forme qui lui aurait permis de s'imposer auprès du public… Mon sang bouillonnait, je me sentais lâche ; je me jurai d'annihiler sans pitié cet Amalécite de Sam… et je l'écrasai au milieu d'un applaudissement du tonnerre. Je portai un coup en plein, et dus montrer tout d'abord qu'il n'avait jamais lu votre livre, et deuxièmement qu'il ne connaissait rien à la botanique. Je parlai encore un peu sur le thème de ma propre expérience et de ma conversion… Sam a été forcé de se taire - il ne put donner un seul mot en réponse, et la réunion fut immédiatement terminée. » Mais il demanda à Francis Darwin : « Avez-vous un rapport sur la séance d'Oxford ? Sinon, et si vous voulez, je peux voir si je peux la rejouer (et faire siéger l'évêque vivant),. » 
Dans une lettre conservée dans la Bodleian Library, et adressée à Charles Henry John Anderson, 9. Baronet (1804–1891), Wilberforce, trois jours après l'incident, fit pour sa part un bref rapport : « Samedi, Professeur Henslow, le président de la section de zoologie, m'a adressé la parole, en me demandant de parler au public de la théorie de Darwin. Je n'avais donc pas d'échappatoire, et j'ai eu une longue querelle avec Huxley. Je crois que je l'ai fait trinquer sérieusement. »  
Un autre rapport de témoin oculaire se trouve dans la collection de manuscrits de l'Université de St Andrews. Dans une lettre datée du 5 juillet 1860, le physicien Balfour Stewart écrivait à James David Forbes : « Samedi dernier, il y a eu dans la grande salle d'Oxford une vive discussion sur la théorie de Darwin, entre l'évêque d'Oxford et Prof. Huxley comme adversaires … Il s'y passa quelque chose de bien que je dois simplement évoquer. L'évêque dit qu'on lui avait fait savoir que le Prof. Huxley aurait dit que ce lui serait égal que son grand-père soit un singe, mais lui (l'évêque) n'aimerait pas aller au zoo et constater que le père de son père, ou la mère de sa mère soit de quelque manière un singe à l'ancienne mode. Sur quoi Prof. Huxley répondit qu'il préfèrerait un honnête singe sur un échelon plus bas de l'évolution comme grand-père plutôt qu'un homme d'esprit brillant et de hautes capacités, qui appliquerait ses forces à dénaturer la vérité. » 

## Présentation du débat dans la presse de l'époque

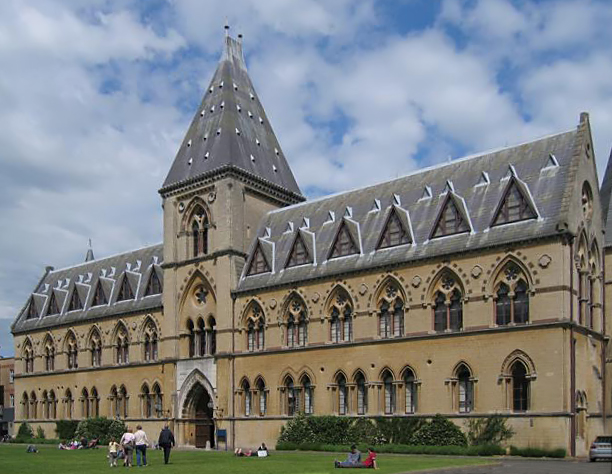
Le débat a eu lieu dans les locaux de la future bibliothèque du Musée d'histoire naturelle de l'université d'Oxford nouvellement ouvert.

Le magazine satirique Punch, qui attaquait volontiers autrement Wilberforce, a ignoré l'incident. L'édition du 7 juillet 1860 de l'hebdomadaire londonien The Press rapporte : « La théorie du Dr. Darwin … sur l'origine des espèces par sélection naturelle, a donné lieu au plus chaud de tous les débats. (The theory of Dr Darwin … on the origin of species by natural selection, gave rise to the hottest of all debates). »  Dans le seul journal qui fait un compte-rendu de la dispute, le reporter écrit que : « L'évêque d'Oxford … a demandé à Huxley, s'il préférait avoir un singe comme grand-père ou comme grand-mère (The Bishop of Oxford … asked the Professor whether he would prefer a monkey for his grandfather or his grandmother). » Le rapport le plus long, de plus de 2000 mots est paru le 14 juillet 1860 dans la revue londonienne The Athenæum L'auteur véritable de ce rapport est peut-être Edwin Lankester, le secrétaire de la section D.

### Les présentations
Au lieu d'avoir lieu comme d'habitude dans l'amphithéâtre, la séance du samedi de la section D pour la zoologie et la botanique, y compris la physiologie, a eu lieu dans les espaces de la future bibliothèque du musée d'histoire naturelle de l'université d'Oxford. Les orateurs annoncés étaient George Henry Kinahan, John Obadiah Westwood, Robert MacAndrew, Cuthbert Collingwood, Francis Orpen Morris et John William Draper, les trois derniers exposés devant commencer vers midi, comme annoncé par la Literary Gazette. En outre, la séance serait interrompue par la sous-section de physiologie, afin que tous les participants puissent participer à la discussion qui la suivrait.
La contribution de Kinahan a été lue aux participants par MacAndrew. De l'exposé annoncé de Morris intitulé On the permanence of species, comme Morris n'était pas là, seules des parties de son travail ont été présentées par Charles Cardale Babington dès le matin. La séance de l'après-midi commence avec les communications de Charles Giles Bridle Daubeny, de MacAndrew et d'Edwin Lankester, suivis par l'exposé de Collingwood On recurrent Animal Form and its Significance in Systematic Zoology. C'est cependant l'exposé qui suit, par l'Américain Draper, partisan de la théorie de l'évolution, qui selon The Athenæum récolte l'afflux du plus grand nombre d'auditeurs. Selon les estimations de l’Evening Star, il y a réunis dans la salle de 400 à 500 personnes. Hooker, lui, estime le nombre d'auditeurs entre 700 et 1000. L'exposé de Draper On the Intellectual Development of Europe, considered with reference to the views of Mr. Darwin and others… (Sur le développement intellectuel en Europe, considéré en référence avec les vues de M. Darwin et d'autres …) dure entre une heure et une heure et demie.

### Discussion
La discussion qui suit l'exposé de Draper est dirigée par John Stevens Henslow. La première contribution est faite par Richard Greswell, qui repousse toute comparaison entre le progrès intellectuel de l'homme avec le développement corporel des animaux inférieurs (who denied that any parallel could be drawn between the intellectual progress of man and the physical development of the lower animals). Benjamin Collins Brodie constate qu'il ne peut pas se rallier à l'hypothèse de Darwin. L'homme aurait la capacité de conscience de soi, et cette faculté de l'homme serait identique à l'intelligence divine (he could not subscribe to the hypotheses of Mr. Darwin … Man has a power of self-conciousness … This power of men was identical with the Divine Intelligence). Selon Philip Pearsall Carpenter, un jeune ecclésiastique fait là-dessus des remarques ridicules, et est amené au silence par Henslow avec l'appui de l'auditoire. Quand Huxley est alors invité par Henslow à s'exprimer, il refuse en remarquant qu'il pourrait répondre quelque chose, s'il y avait un sujet d'argumentation (I would reply when there were some arguments to meet).
Selon le rapport du Evening Star, Wilberforce insiste alors vivement sur l'importance des objections apportées par des spécialistes comme Benjamin Brodie et Richard Owen contre la théorie de Darwin. D'après la présentation dans The Athenæum, il ne s'agit pas d'une théorie inductive correcte. Tous les essais de montrer qu'une tendance quelconque d'un animal l'amène à prendre la forme d'un autre ont échoué. Wilberforce souligne qu'il y a une frontière claire entre l'homme et les animaux inférieurs. Il n'y a aucune tendance de la part des animaux inférieurs à devenir l'être intelligent et conscient de soi qu'est l'homme, ou de la part de l'homme à dégénérer et à perdre les hautes propriétés de son esprit et de son intelligence. Les conclusions de Darwin sont une hypothèse, hautement indigne d'une théorie philosophiquement causale. Là-dessus, Huxley défend la théorie de Darwin contre le reproche de n'être qu'une hypothèse. Elle offre une explication pour des phénomènes d'histoire naturelle, juste comme la théorie ondulatoire de la lumière explique les phénomènes lumineux. Elle explique des faits, et son livre est plein de nouveaux faits. Sans vouloir affirmer que chaque partie de la théorie soit confirmée, elle offre cependant la meilleure des explications globales pour l'origine des espèces qui ait été présentée jusqu'à présent. En rapport avec les différences psychiques entre l'homme et la bête, continue Huxley, l'homme lui-même a été un microbe, un simple atome, et personne ne pourrait dire quand, dans l'histoire de son développement, il est devenu intelligent. La question n'est pas tant celle de la transmutation ou de la transformation des espèces, mais celle de l'origine de celles qui sont restées persistantes.
Robert FitzRoy, sous le commandement duquel Charles Darwin avait participé à la deuxième croisière du HMS Beagle, regrette la publication du livre de Darwin et contredit l'affirmation de Huxley que c'est une suite logique de faits (regretted the publication of Mr. Darwin’s book, and denied Prof. Huxley’s statement, that it was a logical arrangement of facts). Lionel Smith Beale, qui prend la parole après FitzRoy indique quelques difficultés que la théorie de Darwin devrait surmonter, en particulier cette tendance fondamentale d'espèces parentes, qui paraissent être indépendantes de toutes les autres influences extérieures (pointed out some of the difficulties with which the Darwinian theory had to deal, more especially those vital tendencies of allied species which seemed independent of all external agents). John Lubbock exprime sa disposition à tolérer l'hypothèse de Darwin tant qu'il n'y en aurait pas de meilleure (expressed his willingness to accept the Darwinian hypothesis in the absence of any better).
En conclusion, Hooker est prié par Henslow, son beau-père, de s'exprimer du point de vue botanique sur le problème. The Athenæum consacre dans son rapport la plus grande partie à la contribution de  Hooker, et écrit notamment : « Tout d'abord, son Éminence lui [à Hooker] a donné dans son discours éloquent l'impression qu'il a compris complètement de travers l'hypothèse de M. Darwin : d'après son Éminence, la théorie propose la transformation d'une espèce existante en une autre, or il a confondu cela avec le développement progressif des espèces par variation et sélection naturelle. La première formulation est tellement opposée aux faits, réflexions et résultats des travaux de M. Darwin qu'on ne peut pas comprendre comment quelqu'un qui les a lu peut commettre une telle erreur — le livre entier n'est en fait qu'une seule protestation contre une telle doctrine. » 

## Le public

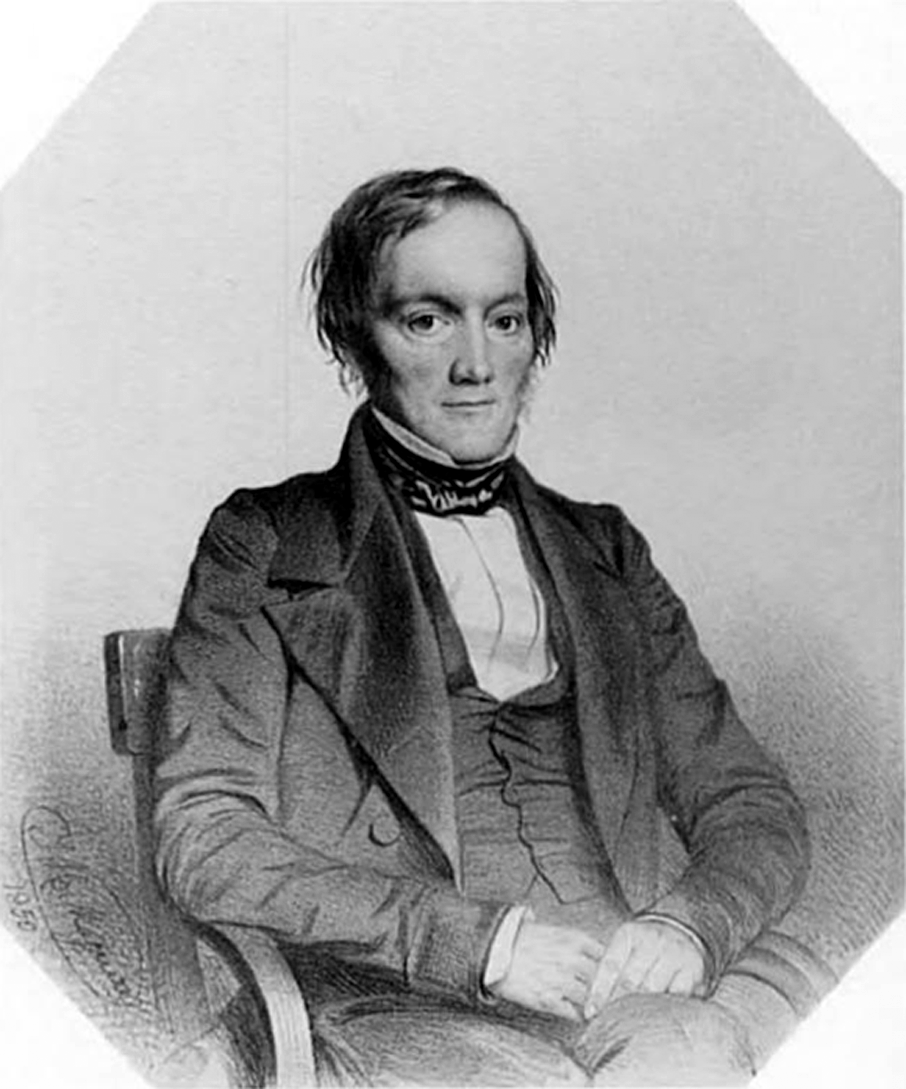
Richard Owen rencontré par Huxley, deux jours auparavant, au début du débat sur l'hippocampe, n'était pas là ce jour-là.

Un certain nombre de personnages importants étaient absents. Charles Darwin était en convalescence à Richmond, Michael Faraday était rentré le matin à Londres avec un fort mal de tête. William Whewell et David Brewster étaient aussi absents, tout comme Charles Lyell et Richard Owen.
Le professeur d'histoire des sciences à la Royal Institution Frank A. J. L. James a établi une liste de 52 personnes qui ont pu être identifiées comme participants à la réunion, en permettant une vue sur leur âge, leur origine et leur activité. L'âge moyen des présents était environ de 43,3 ans. Une majorité significative d'entre eux venait d'Oxford, et en outre, il y avait parmi eux de nombreux membres du comité de la section D pour la zoologie et la botanique, y compris la physiologie. Outre les participants déjà nommés, il y avait notamment encore le médecin Henry Wentworth Acland (1815–1900), le chimiste Benjamin Collins Brodie jr., le zoologiste et traducteur des œuvres de Darwin, Julius Victor Carus de Leipzig, l'ecclésiastique de Durham John Dingle (1812– ~1886), l'ecclésiastique de Londres Thomas Simpson Evans (1797–1880), le politicien de Cambridge Henry Fawcett, le physiologiste Michael Foster, le philosophe Thomas Hill Green, le vice-chancelier Francis Jeune (1806–1868), le philosophe de la nature Humphrey Lloyd de Dublin, le politicien Richard Monckton Milnes, le mathématicien de Boston Benjamin Peirce, le médecin George Rolleston, le géologue Wilfred Hudleston Hudleston, le philosophe de la nature George Stoney de Dublin, le chercheur en sciences naturelles Henry Baker Tristram et le directeur d'école d'Oxford William Tuckwell.

## Réception moderne
Pour Stephen Jay Gould, le débat entre Huxley et Wilberforce fait partie de la demi-douzaine des principales légendes de l'histoire des sciences, comme l'« Eurêka » d'Archimède, et la « Pomme de Newton » censée lui avoir inspiré la loi de la gravitation universelle. Selon James Moore, coauteur de la biographie de Charles Darwin publiée en 1991 avec Adrian Desmond, ce débat est la deuxième « bataille » la plus connue du XIXe siècle, après celle de Waterloo.
Le 31 octobre 1978, la BBC a commencé l'émission d'une mini-série en 7 épisodes The Voyage of Charles Darwin, rediffusée en allemand par la chaîne ARD en 1979. La série repose sur un scénario de Robert Reid (1933–1990), la réalisation est de Martyn Friend (* 1942). Le dernier épisode, diffusé le 12 décembre 1978, reproduit le débat entre Thomas Henry Huxley, joué par Joseph Blatchley (* 1948), et Samuel Wilberforce, joué par Robert Stephens, le ramenant ainsi à la mémoire d'un large public.
Incité par l'émission télévisée, le philosophe britannique John Lucas a rassemblé les faits réellement démontrés et les a analysés. Il a tenu pour invraisemblable que Wilberforce se soit exprimé de telle manière sur l'ascendance de Huxley, et a constaté un glissement de sens dans la présentation de l'incident, qui selon lui est à ramener au fait qu'à cette époque, les partisans de la théorie de l'évolution de Darwin se voyaient dans le rôle d'une minorité opprimée. John Hedley Brooke (* 1944), ancien professeur de sciences naturelles et religion à l'université d'Oxford, a vu remplis dans la présentation du débat par Francis Darwin et Leonard Huxley tous les points de vue du « mythe de fondation » pour souligner durablement un moment décisif de la professionnalisation des sciences qui se dessinait. Joseph L. Altholz (1933–2003), du département d'histoire de l'université du Minnesota remarque que ce ne sont pas les orateurs, mais les spectateurs du débat qui ont provoqué son influence.

## Bibliographie

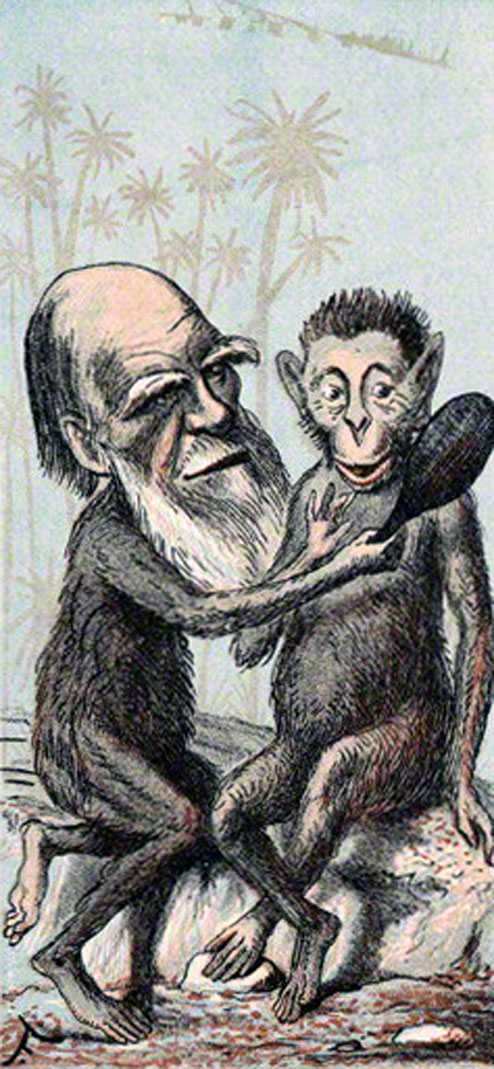
Environ quatre ou cinq générations après. La caricature de Faustin Betbeder, de 1874 sert d'illustration de couverture de Of Apes and Ancestors: Evolution, Christianity, and the Oxford Debate, par Ian Heskeths, de 2009.

## Sources primaires

### Contemporaines
Notes personnelles et lettres
- (en) Samuel Wilberforce, Note personnelle du 30 juin 1860, Bodleian MS Wilberforce dep. e.327.
- (en) Benjamin Peirce, « Note personnelle du 30 juin 1860 », dans Nathan Reingold, Science in Nineteenth-Century America. A Documentary history, New York, 1964, p. 197–198
- (en) John Hooker, « Lettre à C. R. Darwin du 2/7/1860 », sur The Darwin Correspondence Project (consulté le 10 juin 2014)
- (en) Samuel Wilberforce, Lettre à Charles Anderson du 3/7/1860, Bodleian MS Wilberforce d.29, f.30-31
- (en) John Richard Green, « Lettre à W. Boyd Dawkins du 3/7/1860 », dans Leslie Stephen, Letters of John Richard Green, London/New York, Macmillan & Co., 1901 (lire en ligne), p. 42–45 (consulté le 12/06/2014)
- (en) Antonia Draper, Lettre à sa famille du 3/7/1860, Library of Congress, Draper papers, Box 45, 3 juillet 1860
- (en) Balfour Stewart, Lettre à James David Forbes du 5/7/1860, St Andrews University, MS JDF 1860/133.
- (en) John William Draper, Lettre du 6/7/1860 à sa famille, Library of Congress, Draper papers, Box 44.
- (en) Hugh Falconer, Lettre à Charles Darwin du 9/7/1860, coll. « The Darwin Correspondence Project », 9 juillet 1860 (lire en ligne) (consulté le 12/06/2014)
- (en) Philip Pearsall Carpenter, « Lettre à Joseph Henry de juillet 1860 », dans Russell Lant Carpenter, Memoirs of the Life and Work of Philip Pearsall Carpenter: Chiefly Derived from His Letters, Londres, C. Kegan Paul & Co., 1880 (lire en ligne), p. 245–246 (consulté le 12/06/2014)
- (en) Alfred Newton, « Lettre à Edward Newton du 25/7/1860 », dans Alexander Frederick Richard Wollaston, Life of Alfred Newton, Londres, J. Murray, 1921 (lire en ligne), p. 118–120 (consulté le 12/06/2014)
- (en) Thomas Henry Huxley, Lettre à Frederic Daniel Dyster du 9/9/1860, Imperial College MS HP 15, f.115-118. Extraits dans (en) D. J. Foskett, « Wilberforce and Huxley on Evolution », Nature, vol. 172,‎ 1953, p. 920 (DOI 10.1038/172920a0)

Rapports dans des périodiques
- (en) Anonyme, « Sans titre », The Evening Star,‎ 2 juillet 1860, p. 3,col.2
- (en) Anonyme, « Sans titre », The Guardian,‎ 4 juillet 1860, p. 593
- (en) Anonyme, « Sans titre », The Athenæum, no 1706,‎ 1860, p. 19, 25–26 (lire en ligne) (consulté le 12/06/2014)
- (en) « Sans titre », The Press,‎ 7 juillet 1860, p. 656
- (en) Anonyme, « Sans titre », The Literary Gazette. A weekly journal of literature, science, and the fine arts, nouvelle, vol. 5,‎ 7 juillet 1860, p. 807–813 (lire en ligne) (Sur abonnement)
- (en) Anonym, « Sans titre », The Literary Gazette. A weekly journal of literature, science, and the fine arts, nouvelle, vol. 5,‎ 7 juillet 1860, p. 812
- (en) Anonyme, « Sans titre », John Bull,‎ 7 juillet 1860, p. 422
- (en) Anonyme, « Sans titre », The Inquirer,‎ 7 juillet 1860, p. 566
- (en) Anonyme, « Sans titre », Oxford University Herald,‎ 7 juillet 1860, p. 8
- (en) Anonyme, « Sans titre », Oxford Chronicle,‎ 7 juillet 1860, p. 2,col.5
- (en) Anonyme, « Sans titre », Jackson’s Oxford Journal, no 5593,‎ 7 juillet 1860, p. 2,col.6
- (en) Anonyme, « Sans titre », Illustrated London News,‎ 7 juillet 1860, p. 3
- (en) Anonyme, « Section D. Zoology and Botany, including Physiology », The Athenæum, no 1707,‎ 14 juillet 1860, p. 64–65 (lire en ligne) (consulté le 12/06/2014)
- (en) Henry Fawcett, « A Popular Exposition of Mr. Darwin on the Origin of Species », Macmillan’s Magazine, Londres, vol. 3,‎ décembre 1860, p. 81–92 (lire en ligne) (consulté le 12/06/2014)

Rapports par ouï-dire
- (en) Arthur J. Munby, « Note du 1/7/1860, journal intime », dans Derek Hudson, Munby: Man of Two Worlds, Londres, Gambit, 1972 (ISBN 0-87645-066-4), p. 64–65
- (en) Charles Lyell, « Lettre du 4/7/1860 à Charles Bunbury », dans Mrs Lyell, Life of Sir Charles Lyell, t. 2, Londres, J. Murray, 1881 (lire en ligne), p. 334–336 (consulté le 12/06/2014)
- (en) Mountstuart Elphinstone Grant Duff, « Note du 4/7/1860, journal intime », dans Mountstuart Elphinstone Grant Duff, Notes from a Diary, 1851–1872, t. 1, Londres, J. Murray, 1897 (lire en ligne), p. 139 (consulté le 12/06/2014)
- (en) William Whewell, Lettre du 24/7/1860 à James David Forbes, St. Andrews University, MS JDF 1860/145(a)

### Tardifs
Publications (1880 - 1921)
- (en) Russell Lant Carpenter, Memoirs of the Life and Work of Philip Pearsall Carpenter : Chiefly Derived from His Letters, Londres, Kegan Paul & Co., 1880, 2e éd. (lire en ligne), p. 243–249 (consulté le 12/06/2014)
- (en) Reginald Garton Wilberforce, Life of the Right Reverend Samuel Wilberforce : With Selections from his Diaries and Correspondence, t. 2, Londres, J. Murray, 1880 (lire en ligne), p. 450–451 (consulté le 12/06/2014)
- (en) Charles Lyell, « Lettre à Bunbury du 4/7/1860 », dans Katherine Murray Lyell, Life of Sir Charles Lyell, t. 2, Londres, J. Murray, 1881 (lire en ligne), p. 334–336 (consulté le 12/06/2014)
- (en) Edward Burnett Tylor, « Life of Dr. Rolleston », dans William Turner, Scientific Papers and Addresses by George Rolleston, t. 1, Londres, Clarendon Press, 1884 (lire en ligne), p. XXXIII–XXXIV (consulté le 12/06/2014)
- (en) Leslie Stephen, Life of Henry Fawcett, Londres, Smith, Elder & Co., 1885 (lire en ligne), p. 99 (consulté le 12/06/2014)
- (en) Francis Darwin, The Life and Letters of Charles Darwin, t. 2, Londres, John Murray, 1887 (lire en ligne), p. 320–323 (consulté le 12/06/2014)
- (en) Alfred Newton, « Early days of Darwinism », Macmillan’s Magazine, vol. 57,‎ février 1888, p. 241–249 (lire en ligne) (consulté le 12/06/2014)
- (en) Francis Darwin, Charles Darwin. His life told in an autobiographical chapter, and in a selected series of his published letters, Londres, John Murray, 1892 (lire en ligne), p. 236–243 (consulté le 12/06/2014)
- (en) Edward Bagnall Poulton, Charles Darwin and the theory of natural selection, Londres, 1896 (lire en ligne), p. 153–156 (consulté le 12/06/2014)
- (en) John Eyton Bickersteth Mayor, Memorials, journal and botanical correspondence of Charles Cardale Babington, Cambridge, Macmillan & Bowes, 1897 (lire en ligne), p. XX, XXXI (consulté le 12/06/2014)
- (en) Isabel Sidgwick, « A Grandmother’s Tales », Macmillan’s Magazine, vol. 78, no 468,‎ octobre 1898, p. 425–435 (lire en ligne) (consulté le 12/06/2014)
- (en) Leonard Huxley, Life and Letters of Thomas Henry Huxley, t. 1, Londres, Macmillan, 1900 (lire en ligne), p. 179–189 (consulté le 12/06/2014)
- (en) William Tuckwell, Reminiscences of Oxford, Londres, 1901 (lire en ligne), p. 50–54 (consulté le 12/06/2014)
- (en) Leslie Stephen, Letters of John Richard Green, Londres/New York, Macmillan & Co., 1901 (lire en ligne), p. 42–45 (consulté le 12/06/2014)
- (en) James Beresford Atlay, Sir Henry Wentworth Acland, regius professor of medicine in the University of Oxford. A memoir, Londres, Smith, Elder & Co., 1903 (lire en ligne), p. 302–303 (consulté le 12/06/2014)
- (en) James Bryce, « Personal Reminiscences of Charles Darwin and of the Reception of the « Origin of Species » », Proceedings of the American Philosophical Society, vol. 48, no 193,‎ septembre 1909, p. III–XIV, XI–XII (lire en ligne) (consulté le 12/06/2014)
- (en) Leonard Huxley, Life & Letters of Sir Joseph Dalton Hooker, t. 1, Londres, J. Murray, 1918 (lire en ligne), p. 303–304 (en) Et, t. 2 (lire en ligne), p. 520–527 (consultés le 12/06/2014)
- (en) Alexander Frederick Richard Wollaston, Life of Alfred Newton, Londres, J. Murray, 1921 (lire en ligne), p. 118–120 (consulté le 12/06/2014)
- (en) Reginald Garton Wilberforce, Life of the Right Reverend Samuel Wilberforce : With Selections from his Diaries and Correspondence, t. 2, Londres, J. Murray, 1880 (lire en ligne), p. 450–451 (consulté le 12/06/2014)
- (en) Mountstuart Elphinstone Grant Duff, Notes from a Diary, 1851–1872, t. 1, Londres, J. Murray, 1897 (lire en ligne), p. 139 (consulté le 12/06/2014)

Lettres
- (en) Julius Victor Cams, « Lettre à Francis Darwin v. 1886 », dans Francis Darwin, The Life and Letters of Charles Darwin, t. 2, Londres, John Murray, 1887 (lire en ligne), p. 322 (consulté le 12/06/2014)
- (en) Joseph Dalton Hooker, « Lettre à Francis Darwin du 30/10/1886 », dans Leonard Huxley, Life & Letters of Sir Joseph Dalton Hooker, t. 2, Londres, J. Murray, 1918 (lire en ligne), p. 303 (consulté le 12/06/2014)
- (en) Joseph Dalton Hooker, « Lettre  à Francis Darwin env. 21/11/1886 », dans Francis Darwin, The Life and Letters of Charles Darwin, t. 2, Londres, John Murray, 1887 (lire en ligne), p. 321–323 (consulté le 12/06/2014)
- (en) Joseph Dalton Hooker, « Lettre à Francis Darwin  du 21/11/1886 (no 1887) », dans Leonard Huxley, Life & Letters of Sir Joseph Dalton Hooker, t. 2, Londres, J. Murray, 1918 (lire en ligne), p. 303 (consulté le 12/06/2014)
- (en) Joseph Dalton Hooker, « Lettre à Francis Darwin du 10/3/1887 », dans Leonard Huxley, Life & Letters of Sir Joseph Dalton Hooker, t. 2, Londres, J. Murray, 1918 (lire en ligne), p. 304 (consulté le 12/06/2014)
- (en) Reginald Wilberforce, « Lettre à The Times du 28/11/1887 », dans The Times, 29 novembre 1887, p. 10,col.4
- (en) Thomas Henry Huxley, « Lettre à The Times du 30/11/1887 », The Times,‎ 1er décembre 1887, p. 8,col.4
- (en) William Henry Fremantle, « Lettre à Francis Darwin, env. 1888 », dans Francis Darwin, Charles Darwin. His life told in an autobiographical chapter, and in a selected series of his published letters, Londres, John Murray, 1892 (lire en ligne), p. 238–239 (consulté le 12/06/2014)
- (en) William Henry Fremantle, Lettre à Francis Darwin du 28/7/1888, The Darwin Papers, Manuscripts Room, Cambridge University Library, no 107 , p. 21–22
- (en) Thomas Henry Huxley, « Lettre à Francis Darwin du 27/6/1891 », dans Francis Darwin, Charles Darwin. His life told in an autobiographical chapter, and in a selected series of his published letters, Londres, John Murray, 1892 (lire en ligne), p. 240–241 (consulté le 12/06/2014)
- (en) George Johnstone Stoney, Lettre à Francis Darwin du 17/5/1895, The Darwin Papers, Manuscripts Room, Cambridge University Library, no 107 , p. 36–39
- (en) George Johnstone Stoney, Lettre à Francis Darwin du 18/5/1895, The Darwin Papers, Manuscripts Room, Cambridge University Library, no 107 , p. 40–41
- (en) John Lubbock, Lettre à Francis Darwin du 2/1/1896, The Darwin Papers, Manuscripts Room, Cambridge University Library, no 107 , p. 30
- (en) Isabel Sidgwick, « Lettre à Leonard Huxley, fin années 1890 », dans Leonard Huxley, Life and Letters of Thomas Henry Huxley, t. 1, 1900 (lire en ligne), p. 185, 188–189 (consulté le 12/06/2014)
- (en) Augustus George Vernon Harcourt, « Lettre à Leonard Huxley du 9/7/1899 », dans Leonard Huxley, Life and Letters of Thomas Henry Huxley, t. 1, 1900 (lire en ligne), p. 185 (consulté le 12/06/2014)
- (en) Adam Storey Farrar, « Lettre à Leonard Huxley du 12/7/1899 », dans Leonard Huxley, Life and Letters of Thomas Henry Huxley, t. 1, 1900 (lire en ligne), p. 182–184 (consulté le 12/06/2014)